# Jugo-Vostochnye
Jugo-Vostochnye är en kulle i Antarktis. Den ligger i Östantarktis. Australien gör anspråk på området. Toppen på Jugo-Vostochnye är 378 meter över havet.
Terrängen runt Jugo-Vostochnye är kuperad västerut, men österut är den platt. Trakten är obefolkad. Det finns inga samhällen i närheten.